# Dolenje Kališče
Dolenje Kališče so naselje v Občini Velike Lašče.
Ime 'Kališče' izvira iz mikrotoponima 'kal', poimenovanja za kraj, kjer se je v kotanjo stekala deževnica in se je ob njej napajala živina. Toponim je tvorjen s končnico '-išče'. Tovrstna poimenovanja po kotanji najdemo tudi drugje v Sloveniji, tako v andronimih (Kalan, Kalšek) kot tudi toponimih (Črni Kal).